# Pseudlepista atrizona
Pseudlepista atrizona är en fjärilsart som beskrevs av George Francis Hampson 1910. Pseudlepista atrizona ingår i släktet Pseudlepista och familjen björnspinnare. Inga underarter finns listade i Catalogue of Life.

## Bildgalleri

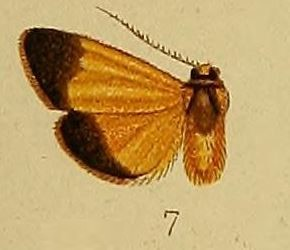